# JES國際控股
JES國際控股有限公司，簡稱JES國際控股，以及JES國際（英語：JES International Holdings Limited，SGX：EG0），在1973年成立名為「中國江蘇東方重工有限公司」。現時董事長為金鑫。
業務在中國內地製造散货船、油槽船和其他。總部位於中国江苏靖江市十圩港口。股份在2007年12月19日於新加坡交易所主板上市，招股價為0.67新加坡元，發行股份為373,135,000股，集資額為250,000,000新加坡元。

## 連結
- JES-Intl.com （页面存档备份，存于）
- China-JES.com （页面存档备份，存于）